# 129811 Stacyoliver
129811 Stacyoliver è un asteroide della fascia principale. Scoperto nel 1999, presenta un'orbita caratterizzata da un semiasse maggiore pari a 2,2513434 UA e da un'eccentricità di 0,1074797, inclinata di 5,15630° rispetto all'eclittica.